# Небески меридијан
Меридијан је велики круг на небеској сфери који повезује јужну тачку на хоризонту, зенит (највишу тачку на небу), северни небески пол, северну тачку на хоризонту, надир и јужни небески пол.
Када се неко тело нађе у локалном меридијану, каже се да је у кулминацији.